# ليونارد إي. باوم
ليونارد إي. باوم (بالإنجليزية: Leonard E. Baum)‏ هو رياضياتي أمريكي، ولد في 23 أغسطس 1931 في بروكلين في الولايات المتحدة، وتوفي في 14 أغسطس 2017 في برينستون في الولايات المتحدة.